# Den eerelycken pluck-voghel
Den eerelycken pluck-vogel (en français : L'Honnête Oiseau à plumer) est un recueil de chansons profanes néerlandaises publié en 1669 à Bruxelles.

## Den eerelycken pluck-voghel, gepluckt in diversche pluymkens
Ce recueil de poésie, sous forme de chansons, fut publié sous le nom d'un Jonkheer, un gentilhomme : Livinus van der Minnen.  Il s'agit sans doute d'un nom de plume.  
L'Honnête Oiseau à plumer, plumé en plusieurs plumes demeura populaire jusqu'au XVIIIe siècle : il connut plusieurs rééditions, déjà à Anvers en 1669, puis à Bruxelles, à Anvers et à Gand, entre autres en 1677, en 1684, en 1690, en 1695, en 1700 et en 1728.
Le recueil est un bon exemple de l’influence exercée par les auteurs des Pays-Bas septentrionaux sur les poètes des Pays-Bas méridionaux : l'auteur avait pris comme modèles les auteurs de la république des Provinces-Unies (Bredero, Hooft, Vondel et Cats) ainsi que Poirters, mais également la littérature moyen-néerlandaise.  Le répertoire des mélodies préexistantes sur lesquelles ces chansons devraient être chantées reflète pourtant bien les préférences des auteurs des Pays-Bas méridionaux.
Trois genres sont représentés : les chansons d’amour (Minneliederen), le burlesque (Genuhgelycke ende kluchtige minne-liedekens) et les chansons à boire (Vrolycke drinck-liedekens).
L’auteur se distingue le plus dans le genre burlesque, employant la façon satirique, populaire et drôle de Poirters.

## Ressources